# بيرو العليا
بيرو العليا (بالإسبانية: Alto Perú)‏؛ (بالبرتغالية: Alto Peru‏) هو اسم للأرض التي كانت تحكمها ريال أودينسيا تشاركاس. نشأ الاسم في بوينس آيرس قرب نهاية القرن الثامن عشر بعد أن تم نقل أودينسيا تشاركاس من النيابة الملكية على بيرو إلى ملكية ريو دي لا بلاتا البديلة في عام 1776. لقد كانت تتألف من محافظات بوتوسي ولاباز، وكوتشابامبا، وتشيكيتوس، وموكسوس، وتشاركاس (التي أعيدت تسميتها منذ ذلك الحين باسم سوكري).
بعد حرب الاستقلال البوليفية، أصبحت المنطقة دولة مستقلة وتمت تسميتها بوليفيا تكريما لسيمون بوليفار.

## التاريخ
بحلول عام 1821، كانت الإمبراطورية الاستعمارية الإسبانية في أمريكا اللاتينية تنهار بسبب الاحتلال النابليوني لإسبانيا وقوات الجنرالات سيمون بوليفار وأنطونيو خوسيه دي سوكري، اللذين حررَا بالفعل فنزويلا وكولومبيا والإكوادور، وكانَا يقتربان بالفعل من منطقة بيرو العليا.
وخوفًا من إراقة الدماء من أن تتسبب القوات التحررية في إصابة السكان المحليين، فقد اجتمع في يونيو 1822، حكام مقاطعات بيرو العليا الثلاثة في كويابا (رئاسة ماتو غروسو، والبرازيل) وطلبوا من الحاكم الانحياز إلى جانب وصي الأمير (الإمبراطور المستقبلي بيدرو الأول) لاحتلال أراضي المملكة المتحدة للبرتغال والبرازيل والغرب. كان من الأفضل (كما اعتقد الحكام) أن تحتلهم دولة ملكية بدلًا من قبول فكرة الحكم من قبل جمهورية هشة وغير مؤكدة.
على الفور، في يوليو من ذلك العام، أرسل حاكم ماتو غروسو إلى أعالي بيرو القوات المتمركزة في القيادة وأغلق الحدود لوقف تقدم القوات التحررية. أرسل إلى الأمير اقتراح السلطات المحلية وأمر إرسال القوات.
وصلت الرسالة إلى الإمبراطور بيدرو الأول فقط في نوفمبر 1822، عندما أعلنت البرازيل بالفعل استقلالها، والأسوأ من ذلك، لم تكن البرازيل مهتمة بضم تلك المنطقة، لأن الدولة الجديدة كانت أكثر اهتمامًا بتهدئة المقاطعات الشمالية والشمالية الشرقية. وهكذا، كان الأمر الذي أصدره الإمبراطور هو استدعاء القوات مرة أخرى (مما يترك الطريق مفتوحًا أمام الليبرتاريين لاحتلال هذه الأراضي) مدعيًا أن «البرازيل لا تتدخل في الشؤون الخارجية».
هذه الحلقة موثقة بشكل سيئ، والشيء المثير للفضول هو أن الجنرالات أنطونيو خوسيه دي سوكري وسيمون بوليفار، وهما يعلمان ما كان يحدث، تمكنَا من إرسال دبلوماسيين في وقت قياسي إلى ريو دي جانيرو وهؤلاء الدبلوماسيين وصلوا أسرع من رسالة حاكم ماتو غروسو، لذلك كانت النتيجة أنه عندما حصل على الرسالة، كان الإمبراطور قد «اتخذ قراره» بالفعل وتم إصدار أمر الإخلاء بالفعل.

## مقاطعة تشاركاس الإسبانية
في البداية، كانت مقاطعة تشاركاس تحت إدارة نائب الملك على بيرو حتى عام 1776 عندما تم إنشاء النيابة الملكية على ريو دي لا بلاتا.

## مقاطعات ريو دي لا بلاتا في بيرو العليا
تقدمت جمعية بوينس آيرس إلى مقاطعة تشاركاس كجزء من النيابة الملكية على ريو دي لا بلاتا وانتخبت ممثلين عن مقاطعات بيرو العليا في كونغرس مقاطعات ريو دي لا بلاتا المتحدة.

## الثورة المضادة من بيرو العليا
عندما حصل نائب الملك على ريو دي لا بلاتا على الاستقلال، قام نائب الملك أباسكال بدمج بيرو العليا في النيابة الملكية على بيرو بما في ذلك مقاطعة تشاركاس.

## التدخل البرتغالي في بيرو العليا
وقع الاحتلال في منطقة بيرو العليا (بوليفيا الحالية) بين يوليو وديسمبر 1822، حيث احتشدت القوات الملكية البرتغالية المتمركزة في رئاسة ماتو غروسو واحتلت ثلاث أقسام في بيرو: لاباز سانتا كروز دي لا سييرا وما يسمى قسم ماريتمو (أتاكاما).[بحاجة لمصدر]

## الاحتلال الكولومبي لبيرو العليا
بين عامي 1823 و1828، واستمرارًا لحملات الجنوب احتلت القوات الكولومبية بيرو العليا بقيادة المارشال أنطونيو خوسيه دي سوكري، المولود في كومانا. كانت جمهورية بوليفار (وهي مبنية على أساس بيرو العليا) تعتبر دولة تابعة لكولومبيا الكبرى.

## مطالبات من الأرجنتين وبيرو بشأن بيرو العليا
طالبت الأرجنتين وبيرو ببعض أراضي بيرو العليا لأسباب تاريخية.